# Infrabel

Infrabel Logo.

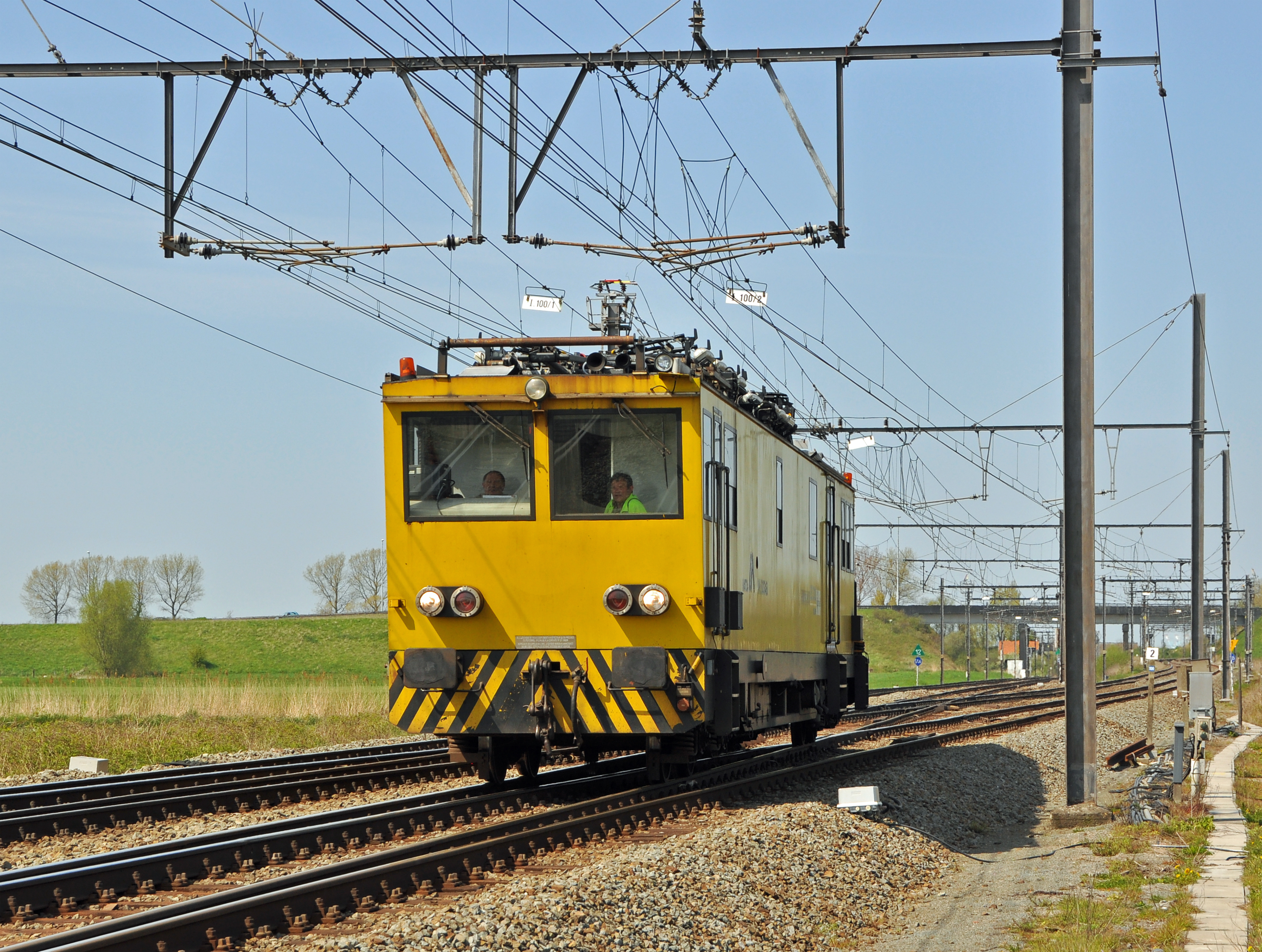
Vehículo de mantenimiento ferroviario belga

Infrabel es la empresa administradora de infraestructuras ferroviarias belga. Anteriormente era una Sociedad Anónima de derecho público propiedad del Estado Nacional Belga y de NMBS/SNCB-Holding. Pero desde el 1 de enero de 2014, Infrabel es una empresa pública autónoma 
Infrabel surgió como empresa estatal a través de la Ley Ferroviaria Belga, consecuencia de la normativa europea que obligaba a diferenciar entre la actividad de mantenimiento de las infraestructuras ferroviarias, que es un monopolio natural, y el transporte propiamente dicho, que estaba obligado a admitir competencia. Inició su actividad el 1 de enero de 2005.
Antiguamente ambas actividades era desarrollada por la antigua SNCB, que desde 2005 se dividió en dos empresas:
- SNCB: que se encarga del transporte de mercancías y pasajeros, en régimen de competencia con otras empresas.
- NMBS/SNCB-Holding: que gestiona vías, estaciones, comunicaciones, etcétera, cobrando un canon a las empresas usuarias de la red, inclusive a la nueva SNCB.

Al momento de su creación Infrabel absorbió aproximadamente el 40% del personal de la antigua SNCB (alrededor de 14500 personas).
Infrabel supervisa 3.578 kilómetros de líneas ferroviarias, 12.218 conmutadores, 1.913 pasos a nivel (en parte la señalización lateral), 223 cabinas de señalización ferroviaria, 1 control de tráfico, 4 talleres, 7.163 estructuras ferroviarias y 339 estaciones sin personal.